# 神戸市立摩耶兵庫高等学校
神戸市立摩耶兵庫高等学校（こうべしりつ まやひょうごこうとうがっこう　英称:Kobe Munincipal MAYA HYOGO High School）は、兵庫県神戸市中央区にある市立高等学校。定時制単独の高校である。

## 設置学科
- 普通科

## 沿革

### 第二神港商～湊西高～摩耶高等学校
- 1921年4月 神戸市立神港商業学校（現・神戸市立神港高等学校）に、（旧）第二神港商業学校を併設。兵庫区会下山町3丁目に立地し、尋常小学校卒業を入学資格とした。
- 1925年3月 （旧）第二神港商業学校の全生徒及び職員の過半数を、第一神港商業学校に吸収。
- 1925年4月 就業年限4年の夜間甲種商業学校として、（新）第二神港商業学校が開校。高等小学校卒業を入学資格とした。
- 1948年4月 神戸市立神戸商業高等学校に改称。
- 1949年4月 普通科生徒の募集を開始。神戸市立湊西高等学校に改称。
- 1957年4月 普通科募集を停止。
- 1963年4月 灘区千旦通1丁目へ移転し、神戸市立摩耶高等学校に改称。新規募集を普通科のみとする。神戸市立産業高等学校東校舎の生徒を吸収し、新たに全日制課程を併置。
- 1969年4月 全日制課程が神戸市立湊川高等学校と統合して神戸市立赤塚山高等学校（神戸市立六甲アイランド高等学校の前身の一つ）となったことにより、再び定時制課程のみとなる。

### 市立第二中～市立兵庫高等学校
- 1943年4月 夜間中学校の神戸市立第二中学校として、神戸市立第一中学校内に併置。葺合区（現・中央区）野崎通1丁目（現・神戸市立葺合高等学校）に立地。
- 1945年6月 神戸大空襲により、神戸市立雲中国民学校敷地内に移転。
- 1946年9月 道場国民学校敷地内に移転。
- 1948年4月 神戸市立兵庫高等学校に改称。
- 1948年6月 生田区（現・中央区）北長狭通4丁目に移転。
- 1957年4月 商業科の新規募集を停止。

### 摩耶兵庫高等学校
- 1970年4月 神戸市立摩耶高等学校と神戸市立兵庫高等学校が統合し、神戸市立摩耶兵庫高等学校が発足。校舎は市立兵庫高等学校のものが使われる。
- 1980年4月 神戸市立産業高等学校（のちの神戸市立長田工業高等学校）家政科を移管。
- 1991年12月 現在地に移転。
- 1995年1月17日 阪神・淡路大震災。生徒1人が犠牲となる。校舎は避難所に。
- 2010年4月 昼間部設立。

## 著名な出身者
- 俊藤浩滋（映画プロデューサー 第二神港商業学校出身）
- 藤東勤（俳優）
- 吉田春太郎  (戯曲家)

## 交通アクセス
- 西日本旅客鉄道（JR西日本）神戸駅から南西へ300m。
- 神戸高速鉄道高速神戸駅から南へ500m。
- 神戸市営地下鉄海岸線ハーバーランド駅から南東へ200m。